# 安東尼·史杜基斯
安東尼·史杜基斯（Anthony Stokes，1988年7月25日—），乃一名出生於都柏林的愛爾蘭足球運動員，司職前鋒，但他可以踢翼鋒。目前效力英冠球會布莱克本流浪者。

## 生平

### 球會
阿仙奴
史杜基斯在15歲時由愛爾蘭球會舒爾本加盟。他在2005年10月25日首次代表阿仙奴於英格蘭聯賽盃對新特蘭後備上陣。在2006年夏天，他跟隨新特蘭操練以爭取外借機會，但最後因球隊已有足夠球員及英冠欠缺後備組聯賽而放棄羅致。最後，他在2006年8月29日，他被外借至蘇超球會至2006年尾。史杜基斯在2006年9月19日蘇格蘭聯賽盃對取得首個入球。及後他在多場比賽取得入球，在三場比賽中取得三球，成了蘇超歷來首位在連續兩場取得三球的球員。他的出色表現令他在十月及十一月成為「蘇超月度最佳年青球員」，更令有意羅致。他共為福爾柯克上陣18次入了16球。在借用期完後，他返回。
新特蘭
史杜基斯在2007年1月8日以200萬鎊加盟英冠球會新特蘭。他在（Jon Stead）離隊後繼承9號球衣。他在2007年1月13日對的比賽中首次上陣
，在2007年2月10日對的比賽中取得首個入球。他在2007年12月1日對的英超比賽中在最後一分鐘取得首個英超入球。在2008/09球季，他失去了9號球衣。在2008年10月17日，他被外借至3個月，可是，他上陣12次仍沒有取得入球。返回新特蘭後再被外借回英冠球隊水晶宮直到球季結束，僅在首次上陣對普雷斯頓射入一個精彩入球後，直到借用期滿亦沒有再取得入球。
喜百年
2009年8月21日史杜基斯轉投蘇超球會喜百年，轉會費沒有透露，簽約三年。

### 國家隊
史杜基斯在2007年2月7日以2-1戰勝聖馬力諾首次代表愛爾蘭後備上陣

## 榮譽
新特蘭
- 英格蘭足球冠軍聯賽冠軍：2006/07年；

些路迪
- 蘇格蘭足總盃冠軍：2011年；

## 外部連結
- 史杜基斯新特蘭官方球員介紹 （页面存档备份，存于）
- 足球数据库：史杜基斯的球员统计数据